# Тэсигавара, Икуэ
Икуэ Тэсигавара (勅使川原 郁恵 родилась 27 октября 1978 года в Гифу) — японская конькобежка, специализирующаяся в шорт-треке. Участвовала в Олимпийских играх 1998, 2002 и 2006 годов. Трёхкратная бронзовый призёр чемпионатов мира.

## Спортивная карьера
Икуэ Тэсигавара начала кататься на коньках в возрасте 3-х лет, и занималась конькобежным спортом до 4 класса начальной школы, но из-за большого желания быть чаще на катке перешла в шорт-трек, затем окончила среднюю школу для девочек в префектуре Айти. Уже на втором годе обучения в средней школе она выиграла чемпионат Японии по шорт-треку и добилась пяти побед подряд, начиная с первого года обучения. В 14 лет приняла участие на чемпионате мира в Пекине и заняла 22 место в общем зачёте. В 1995 году на юниорском чемпионате мира в Калгари Икуэ стала второй на 500 м, третьей на 1500 м и заняла 3-е место в многоборье. На следующий год выиграла юниорский чемпионат в Курмайоре, победив на 500, 1000 и 1500 метров.
В марте 1997 года Икуэ выиграла бронзовую медаль на домашнем чемпионате мира в Нагое в эстафете и заняла 4 место на 1500 м, а также на командном чемпионате мира в Сеуле заняла третье место. На Олимпийских играх в Нагано заняла 6-е место на 500 м и 5-е на 1000 м, а в эстафете вместе с командой остановилась в шаге от подиума, проиграв третье место Канаде. В 1999 году на  Универсиаде в Попраде стала второй на 1000 м и третьей на 1500 м, а также выиграла бронзу в эстафете. Очередной 2000 год завершился бронзой командного 
чемпионата мира в Гааге.
Олимпийские игры в Солт-Лейк-Сити прошли для Икуэ Тесигавары вновь без медалей, заняв 17-е место на 1000 метров, она вновь в эстафетной команде заняла 4-е место, как и четыре года назад. На чемпионатах мира следующие 3 года она выступала только в составе эстафеты и занимала 5-е места в 2002 и 2003 году, и 7-е место в 2004 году. На Олимпиаде в Турине участвовала только на дистанции 1500 метров, где заняла 17-е место. В общей сложности выступала за сборную Японии 14 лет и закончила карьеру после Олимпиады 2006 года.

## Работа на телевидении
После ухода из спорта Икуэ работала спортивным комментатором на каналах 2NHK Hi-Vision TV" и BS2 «Kaido Teku Teku Journey-Nakasendo Complete Walk». В 2007 году её признали Послом Доброй воли. 2 октября 2011 года вышла замуж за офисного работника из города Такасаки, в 2012 году родила сына, а в 2015 - второго сына. 